# Antonello Pellegrini
Antonello Pellegrini (...) è un clarinettista italiano.

## Biografia
Ha intrapreso lo studio della musica in giovanissima età. Si è diplomato presso il Conservatorio di Musica G. D'Annunzio di Pescara. Si è successivamente perfezionato con i maestri clarinettisti: Thomas Friedli (Conservatorio di Ginevra), Italo Capicchioni (Orchestra del Teatro Comunale di Bologna e nel Teatro alla Scala di Milano), Primo Borali (Orchestra Sinfonica della RAI di Milano), Antony Pay (Accademia Internazionale Superiore di Musica di Biella).
Nel 1992 ha fondato,  il gruppo de I Fiati Italiani, che sono stati invitati dalle più prestigiose istituzioni musicali italiane e mondiali.
Si è esibito presso importanti sedi concertistiche nazionali e internazionali, tra cui Carnegie Hall, Heidelberg Symphony Orchestra di Melbourne, Melba Hall di Melbourne, Università di Canberra, Radio di Stoccolma, Freiburg Theatre, Orchestra Sinfonica di Mar del Plata (Argentina), Orchestra Sinfonica di Porto Alegre, The Arts House (Old Parliament) di Singapore, Caja Vital Kutxás auditorium (Dendaraba) di Bilbao, Salòn Plenos del Ayuntamiento a San Sebastian, Orchestra Sinfonica di Londrina, Agricola-klubi di Helsinki, Teatro dell'Opera di Roma, Ente musicale di Ozieri, Oratorio del Gonfalone di Roma, Teatro Comunale di Portofino,